# Godlike (utwór)
Godlike – singel niemieckiego zespołu industrialnego KMFDM, wydany w sierpniu 1990 roku przez Wax Trax! Records. Utwór promuje album Naïve, na którym jednak nie pojawił się w wersji oryginalnej, a w wersji Chicago Trax. Riff z Godlike pochodzi z utworu „Angel of Death zespołu Slayer.

## Lista utworów
1. „Godlike” – 6:35
2. „Friede” – 4:47
3. „Crazy Horses” (cover the Osmonds) – 3:03 (tylko na wydaniu CD)

Wydanie 7″ z 2008 roku
1. „Godlike” – 6:34
2. „Friede” – 4:44

Godlike 2010
1. „Godlike 2010” – 4:58
2. „Godlike 2010” (Crash & Burn Mix) – 3:28
3. „Godlike 2010” (Security Forces Mix) – 5:17
4. „Godlike 2010” (Gabberlike Mix) – 3:29
5. „Godlike 2010” (Phoenix Mix) – 5:19